# Laisse les filles
Singles de Johnny Hallyday
T'Aimer follement
(1960) Souvenirs, souvenirs
(1960)
Laisse les filles est une chanson écrite par Johnny Hallyday et Jil et Jan. Présente sur le premier disque du chanteur, elle sort en 1960 et est le premier succès et la première composition connue du chanteur.

## Histoire
Le 14 mars 1960, sort le premier disque de Johnny Hallyday, un super 45 tours qui contient trois compositions du chanteur : J'étais fou et, en face B, Oh ! Oh ! Baby et Laisse les filles. Le titre phare, premier titre de la face A, est l'adaptation de la chanson américaine Makin'Love, devenue T'Aimer follement.
Le disque est fraîchement accueilli par les disquaires et les radios, qui ne croient pas que le rock 'n' roll - de surcroît chanté en français - ait un avenir dans l'Hexagone. Par ailleurs, T'aimer follement se retrouve directement en concurrence avec la version de Dalida, sortie le mois précédent.
Le disque peine à démarrer, mais tout change un mois plus tard, après le premier passage à la télévision de Johnny Hallyday, le 18 avril 1960 : de trente mille, il passe, en quelques jours, à cent mille exemplaires vendus. La version d'Hallyday est à la peine face à celle de Dalida. Lucide, Johnny avait annoncé : « contre Dalida, je n'ai aucune chance ». Aussi, pour cette première télévision, dans l'émission L'école des vedettes (qui voit le jeune chanteur, parrainé par Line Renaud, être le premier à introduire le rock 'n' roll à la télévision française), c'est Laisse les filles qui est chanté et propulse Johnny Hallyday - qui n'a pas encore 17 ans - du statut de chanteur quasi inconnu à celui de vedette.
Chanter, pour le jeune rockeur, ce n'est pas seulement donner de la voix, cela implique le corps : sa guitare en bandoulière, il chante, se trémousse, oscille du bassin, des jambes, sur un pont musical il se jette à genoux, s'allonge sur le dos tout en jouant de la guitare... La chorégraphie fait scandale et Line Renaud recevra de nombreuses lettres de protestions, d'un public indigné, choqué qu'elle ait pu soutenir, proposer un tel spectacle. Les aînés s'offusquent, la jeune génération est séduite et la prestation d'Hallyday lance véritablement le disque.
Le second super 45 tours de Johnny Hallyday sort le 3 juin. Il contient le premier grand tube du chanteur, Souvenirs, souvenirs, dont le succès fulgurant lance définitivement la carrière.

## Autour de la chanson
La pochette du disque, propose une photo en noir et blanc (seul le titre phare - T'Aimer follement - et son nom sont en couleurs), sur laquelle, Johnny est à genoux, une guitare entre les mains.
Jusqu'à la diffusion du 45 tours, son nom de scène s'orthographiait Halliday, une erreur d'impression le gratifie d'un second Y ; cette graphie s'imposera désormais.

Au début du troisième couplet de Laisse les filles, on peut entendre : 
«  Avec Claude hier au soir / Devant le juke-box près du bar / On dansait, y avait de la gaieté... »
. Le choix du prénom n'est pas dû au hasard, Johnny fait ici un « clin d'œil » à sa petite amie de l'époque. Claude est originaire de Bécon-les-Bruyères, militante aux jeunesses communistes, elle apprécie peu les goûts musicaux, tout droit venus des États-Unis, de « l'élu de son cœur ». Bientôt la rupture sera consommée...

## Classements hebdomadaires
| Classement (1960) | Meilleure position |
| ----------------- | ------------------ |
| France            | 4                  |

## Sessions d'enregistrement et musiciens
Le 16 janvier 1960, Johnny Hallyday présenté par Jil et Jan (avec lesquels il vient d'écrire Laisse les filles), est auditionné par Jacques Wolfsohn à qui il interprète la chanson. Le jour même, un contrat est signé avec la maison de disque Vogue.
Johnny Hallyday entre en studio d'enregistrement le 12 février. Les quatre titres sont enregistrés en trois heures sur un magnétophone deux pistes, en prise directe. Johnny Hallyday (guitare et chant) est accompagné par trois musiciens de jazz, dont le bassiste Léo Petit.

## Discographie
16 mars 1960 :
- 45 tours promo Vogue 2392 : T'Aimer follement - Laisse les filles
- super 45 tours Vogue EPL 7750 : T'Aimer follement - J'étais fou/ Oh ! Oh ! Baby - Laisse les filles

31 octobre 1960 :
- 33 tours 25 cm Hello Johnny

Johnny Hallyday enregistre une adaptation anglaise de Laisse les filles, Not Get Out, diffusée en 45 tours, le 30 juin 1960 :
- Souvenirs, Souvenirs (version anglaise) - Not Get Out (45 tours Vogue 45-764)

En 1982, Johnny Hallyday réenregistre l'ensemble des chansons Vogue, à l'occasion de la sortie d'une intégrale (voir Version 82).
Discographie Live :
- Johnny Hallyday 1960 : À la Roche-Migennes

Cet enregistrement est resté inédit jusqu'en 2011 ; il n'existe pas de captation en public de Laisse les filles diffusée en disque à l'époque.
Il existe toutefois une captation live de la version anglaise sur le 33 tours 25 cm Johnny Hallyday et ses fans au festival de rock 'n' roll (disque sur lequel Not Get Out est par erreur orthographié Knocked Out).
Après avoir quitté la maison de disques Vogue à l'été 1961, Johnny Hallyday ne reprendra pratiquement jamais plus de chansons de sa première période - exception faite de Souvenirs, souvenirs - et il faudra attendre 1993, pour que soit diffusé en disque une version live de ce premier succès (encore est-elle incluse dans un medley) :
- Parc des Princes 1993

Il faut attendre 20 années supplémentaires, pour que le chanteur l'inscrive à nouveau dans un tour de chant (cette fois dans son intégralité) :
- 2013 : Born Rocker Tour